# American Historical Association
A American Historical Association (AHA) é a associação profissional de historiadores mais antiga dos Estados Unidos e a maior organização desse tipo no mundo. Fundada em 1884, a AHA atua na proteção à liberdade acadêmica, no desenvolvimento de padrões profissionais e no financiamento de bolsas de estudo e ensino. Ela é a principal organização de historiadores americanos, enquanto a Organization of American Historians é a principal organização de historiadores que estudam e ensinam sobre os Estados Unidos.

## Atividades
A American Historical Association opera como uma organização que engloba os diversos profissionais do campo da história e trabalha com outras organizações históricas importantes e atua como defensora pública da área. Dentro da profissão, a associação define o comportamento ético e as melhores práticas, nomeadamente através da sua “Declaração sobre Normas de Conduta Profissional”. A AHA também desenvolve padrões de boas práticas no ensino e em livros didáticos de história, mas estes têm influência limitada. A associação geralmente trabalha para influenciar a política histórica por meio da Coalizão Nacional pela História.
A associação publica a The American Historical Review, importante revista de estudos históricos, que publica artigos referentes aos diversos temas e períodos históricos e a Perspectives on History, revista mensal de notícias da profissão.
Desde 1884, realiza, durante o mês de janeiro, o seu encontro anual, que reúne mais de 5.000 historiadores para debater suas pesquisas mais recentes e discutir sobre práticas de ensino e pesquisa. O site da associação oferece amplas informações sobre o estado atual da profissão, dicas sobre carreiras profissionais, e um extenso arquivo de materiais históricos (incluindo a série GI Roundtable), uma série de panfletos preparados para o Departamento de Guerra na Segunda Guerra Mundial .
A associação também administra bolsas de pesquisa e 24 prêmios para melhores pesquisas em diversas áreas de estudos da história.
Nos últimos anos, a AHA tem tentado conciliar o crescente movimento de história pública  e tem lutado para manter seu status como líder entre os historiadores acadêmicos.
A associação começou a investigar casos de má conduta profissional em 1987, mas cessou o esforço em 2005 “porque se revelou ineficaz para responder a má conduta na profissão histórica”.

## História
A American Historical Association foi fundada durante o encontro anual da American Social Science Association de 1884, em Saratoga Springs, no Estado de Nova York, e foi idealizada pelo historiador Herbert Baxter Adams, professor de história na Johns Hopkins University.
Os seus primeiros líderes eram, em sua maioria, representantes da historiografia amadora anterior à profissionalização, como George Bancroft, Justin Winsor e James Ford Rhodes, no entanto, a associação buscava reunir arquivistas, professores universitários e escolares, antiquários e membros de sociedades históricas e patrióticas.
Em 1889, a associação recebeu reconhecimento do Congresso Americano através da Carta de Incorporação, lei que a estabeleceu "para a promoção de estudos históricos, a coleção e preservação de manuscritos históricos e para fins semelhantes no interesse da história americana e da história na América".

## Padrões de publicação
Desde a sua fundação, a associação foi em grande parte gerida por historiadores que atuavam em universidades, e desempenhou um papel fundamental na definição dos seus interesses como profissão. O seu primeiro presidente, Andrew Dickson White, foi reitor da Cornell University, e seu primeiro secretário, Herbert Baxter Adams, teve uma importante atuação no desenvolvimento e disseminação do método de pesquisa histórica que se desenvolvia nas universidades germânicas . A expressão mais clara deste impulso acadêmico na história foi a fundação da American Historical Review em 1895. A revista foi idealizada por representantes de diversos centros universitários e criada como entidade autônoma, porém, em 1898, foi adotada pela AHA em decorrência de dificuldades financeiras. Sob a direção inicial de J. Franklin Jameson, a Review publicava artigos acadêmicos e resenhas.

## Estabelecimento de um currículo nacional de história
Em 1896, a pedido da National Education Association, a American Historical Association nomeou um grupo composto por sete pessoas, o qual chamou de  "Comitê dos Sete", para estabelecer um padrão nacional de requisitos no campo da história para a admissão em faculdades. Para isso, o grupo realizou pesquisas sobre os modos como o ensino de história vinha sendo feito nas diversas escolas americanas e europeias, e publicou no formato de relatório em 1898. Este documento definiu, em grande medida, a forma como a história seria ensinada no ensino secundário e foi adotado em escolas de todas as regiões do país. O Comitê recomendou quatro blocos de história ocidental, a serem ensinados em ordem cronológica - história europeia antiga, medieval e moderna, história inglesa e americana e governo civil - e aconselhou que os professores "contassem uma história" e "revelassem aspectos dramáticos" para fazer a história ganha vida.